# Twisted
Pour les articles homonymes, voir Twisted (homonymie).
Twisted est un framework d'application réseau écrit en Python et sous licence MIT.
Twisted supporte TCP, UDP, SSL/TLS, multicast, Unix domain sockets, un grand nombre de protocoles dont HTTP, NNTP, IMAP, SSH, IRC, FTP, et beaucoup d'autres. Twisted se base sur un paradigme événementiel, ce qui signifie que les utilisateurs écrivent de courtes fonctions de rappel (callbacks) qui sont appelées par le framework.
Il est utilisé par des sites comme Omegle, une application de chat en ligne de manière anonyme, ou des applications de synchronisation comme Dropbox.